# Етруска земеровка
Етруската земеровка (Suncus etruscus) е вид дребни бозайници от семейство Земеровкови (Soricidae). С маса от едва 2 g това е най-дребният съществуващ в наши дни бозайник.
Етруската земеровка се среща в полупустинни местности в Северна Африка, Южна Европа, Близкия изток, Южна и Югоизточна Азия, Мадагаскар. В България видът е установен за пръв път през 1985 година, като е разпространен главно около езерата и крайбрежните райони в Бургаско. Смята се за рядък за страната и е защитен.
Дължината на тялото и главата на етруската земеровка е между 36 и 52 mm, дължината на опашката — между 21 и 30 mm, масата — между 1,25 и 2,34 g. Активна е през цялото денонощие, главно през нощта. Изгражда си подземно убежище, съставено от множество преплетени тунели. Храни се главно с насекоми, а продължителността на живота е около 15 месеца. Женските раждат по 4 пъти между април-май и септември-октомври, като кърмят малките около 20 дни.